# Херванта
Херванта (на фински Hervanta) е голямо предградие на Тампере, Финландия намиращо се на 10 km от централната част на града с площ около 13,8 km².
С население повече от 26 000 души, Херванта е най-добре известно със своите панелни блокове и общежития. Броят на апартаментите е около 11000 и постоянно се увеличава. Повече от една пета от живущите (някъде около 4500) са студенти, които следват в Технологичния университет на Тампере (Tampere University Of Technology, TUT) и Финландската полицейска академия. Тук се намира и най-голямото общежитие в Скандинавия – „Миконтало“, което негласно се счита за най-голямата жилищна сграда в Скандинавия. Значителен е процента на чужденци и емигранти в Херванта повече от 75 страни – 8%. В предградието живеят много българи и техният брой непрекъснато нараства.

## История
Историята на Херванта започва, като крайно предградие с население предимно от емигранти. Мястото получава изключително лоша слава заради високата си престъпност. Следвайки изключително ефективна политика за социална интеграция, Финландските власти решават да построят технически университет и научно-технологичния център Хермия. Това е най-голямото струпване на развойни щабове на високотехнологични компании (повече от 150) във Финландия, заради това е наричано често – Силициевата долина на Скандинавия. В Хермия е било проведено първото GSM повикване въобще и е създадена първата GSM мрежа („Радиолиния“). Тук се намира и основният изследователски офис на Nokia.
По-късно се реализира модерен търговски и културен център (виж снимката), проектиран от известния архитект Рейма Пиетиля (Reima Pietilä).

## Природни забележителности
На територията на предградието се намират няколко езера, заобиколени със смесени гори и малък речен каньон, в който се намира и градския парк. На някои от езерата има плажове с мостик, кула за скокове и езерни сауни. Горите предлагат добри условия за пикник и открит огън. Съществуват и маркирани маршрути за екскурзионни преходи до 40 km с условия за подслон на всеки десет километра. През горски пътеки може да се стигне до съседни предградия.

## Градоустройство
В центъра има англоезична библиотека, изложбена площ, информационен център, кинозала, ресторант, дискотека, заведения за бързо хранене, супермаркети, магазин за ширпотреби, болница и др. Водонапорната кула на Херванта служи като туристическа атракция, където се намира панорамна веранда за наблюдения и кафе. В Херванта се строи нов търговски център и кинозала. През 2003 г. ежедневникът Helsingin Sanomat обявява предградието за предградие на годината.

## Спортни центрове
В Херванта има много открити площадки за футбол, крикет, тенис, велоакробатика, хокей на трева и хокей на лед. Има открит лекоатлетически стадион. Поддържат се трасета за спортно ходене, джогинг, ски бягане и биатлон с денонощно осветление. Продават се риболовни талони за градските езера.
Има футболен стадион и зала за хокей на лед. Противобомбено скривалище е превърнато в много атрактивен подземен басейн.

## Училища
В предградието има няколко детски градини и основно училище. Тук се намира Техническият университет на Тампере и Финландската полицейска академия.

## Транспорт
Три автобусни линии осигуряват транспорт до централната и търговска част на града.